# Abdeljabbar Louzir
Abdeljabbar Louzir (né en 1928 à Marrakech) est acteur et comédien de théâtre marocain,.

## Biographie
En 1928, Abdeljabbar est né dans une famille d’âge moyen à Derbragza, Marrakech, près du Riad Al-Arous Marrakech, où son père travaillait comme pelle avant de se tourner vers l’agriculture. Il a passé son enfance dans la vieille ville de Marrakech et a commencé à apprendre de nombreux métiers traditionnels et spéciaux tels que le cuir et le bois.Avant d’entrer dans le monde du football à l’âge de 15 ans, il a rejoint l’équipe de Kawkab Marrakech en 1948, la même année où elle a été fondée, où il a joué comme gardien de but pour l’équipe masculine.Après la déportation de Mohammed V pendant les jours du protectorat français, il a été emprisonné pendant un certain temps en raison de son statut national et a appris les règles de lecture et d’écriture des combattants marocains détenus dans la même cellule à la prison de Laau à Rabat. Il a passé quatre ans dans une unité auxiliaire avant de passer à temps plein au théâtre et aux arts.
En 1957, Abdeljabbar épouse la fille d’un ami de son père, boucher de Babgazout à Marrakech.He and his wife had four children, Saad, Ahmad, Mohammed, and Abdul Hakim.

### Carrière
Abdeljabbar Louzir a appris le "ring" art pour lequel il est connu Avant d’organiser et de participer à de nombreuses compagnies de théâtre locales avec des performances représentatives à l’intérieur et à l’extérieur du Maroc.Les principales équipes auxquelles il appartient sont The Hope Squad, The Atlas et Syndicated Loyalty Squad.

### Décès
Il est mort le 2 septembre 2020, à l’âge de 92 ans,après avoir souffert de complications du diabète.

## Travail
Abdeljabbar est engagé dans les arts depuis plus de 60 ans, il a joué des dizaines de pièces de théâtre, de séries télévisées et radiophoniques, et participé à de nombreux films et publicités marocains :

## Théâtre
- 1951 : Fatima Wadaoud
- 1956 : Sidi Kadour Alami
- 1968 : Haraz
- 1977 :  Al Zawaj Hila
- Ana Mzaoug Allah
- Haris Maktab Wakil
- Zawaj Bila Idn
- Fadila Wachatan
- Al Chedade
- Al Mousiqui Majnoun
- Ghaltat Oum
- Wlidat Jamaa Lafna
- Dar Lakbira
- Marad Nisyan
- Hebel Tarbah
- Hala Lay
- Al Karab
- Al Janah Maksour
- Al bas Kadak
- 2005 : Al Bsastiya
- 2009 : Al Tbourida

## Filmographie

### Films
- 1968 : When the traffic matures
- 1973 : The Thunder
- 1982 : Le Coiffeur du quartier des pauvres
- 1999 : Congratulations
- 2006 : Abdu in the era of the United Nations (ar)
- 2006 : The Honored (ar)
- 2007 : It's snowing in Marrakesh (ar)
- 2009 : Son of his mome (ar)
- 2011 : Kenza's Times (ar)

## Télévision séries
- Un humain dans la balance
- La Maison des Héritiers